# Josep Maria Rius i Ortigosa
Josep Maria Rius i Ortigosa, més conegut pel seu pseudònim, Joma (Barcelona, 1954), és un dibuixant barceloní.
Va estudiar a l'Escola d'Arts i Oficis. A la universitat, es va llicenciar en periodisme i es va diplomar en història. Ha treballat per a diversos diaris, com Tele/eXpres i el Diari de Barcelona, i per a diverses publicacions periòdiques, com Cavall Fort, El Jueves o Serra d'Or, entre d'altres. També il·lustra llibres per a diverses editorials.

## Llibres i publicacions destacades
- L'últim pirata
- Una roda curiosa
- Fira de tresors (Premi Crítica Serra d'Or de Literatura Infantil i Juvenil, 1988)